# Donacoscaptes infusellus
Donacoscaptes infusellus là một loài bướm đêm trong họ Crambidae.